# Chiaravalle
Chiaravalle is een gemeente in de Italiaanse provincie Ancona (regio Marche) en telt 14.397 inwoners (31-12-2004). De oppervlakte bedraagt 17,4 km², de bevolkingsdichtheid is 827 inwoners per km².
De volgende frazioni maken deel uit van de gemeente: Grancetta.
Chiaravalle staat bekend als geboorteplaats van Maria Montessori.

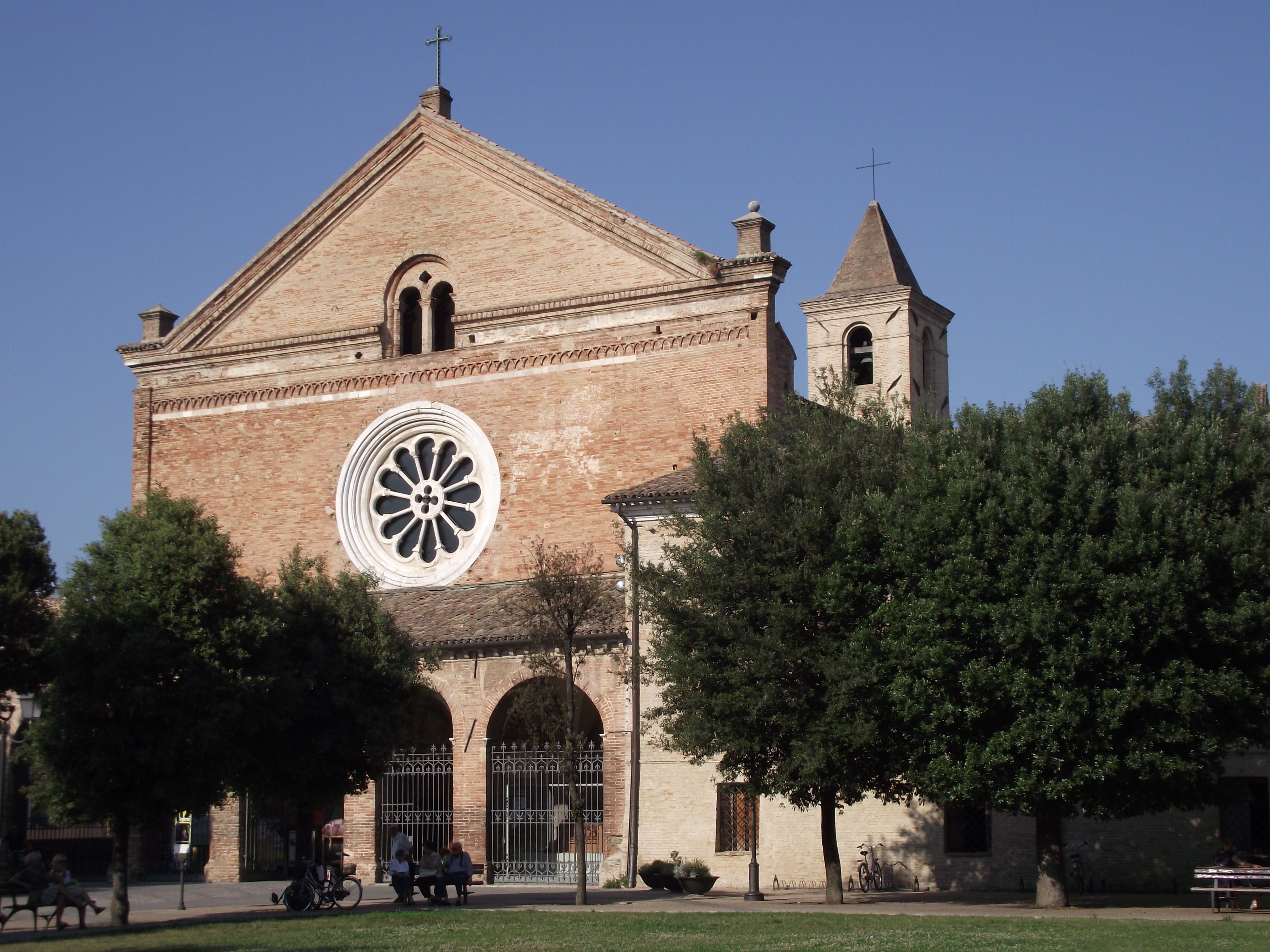
Abdijkerk Santa Maria in Castagnola
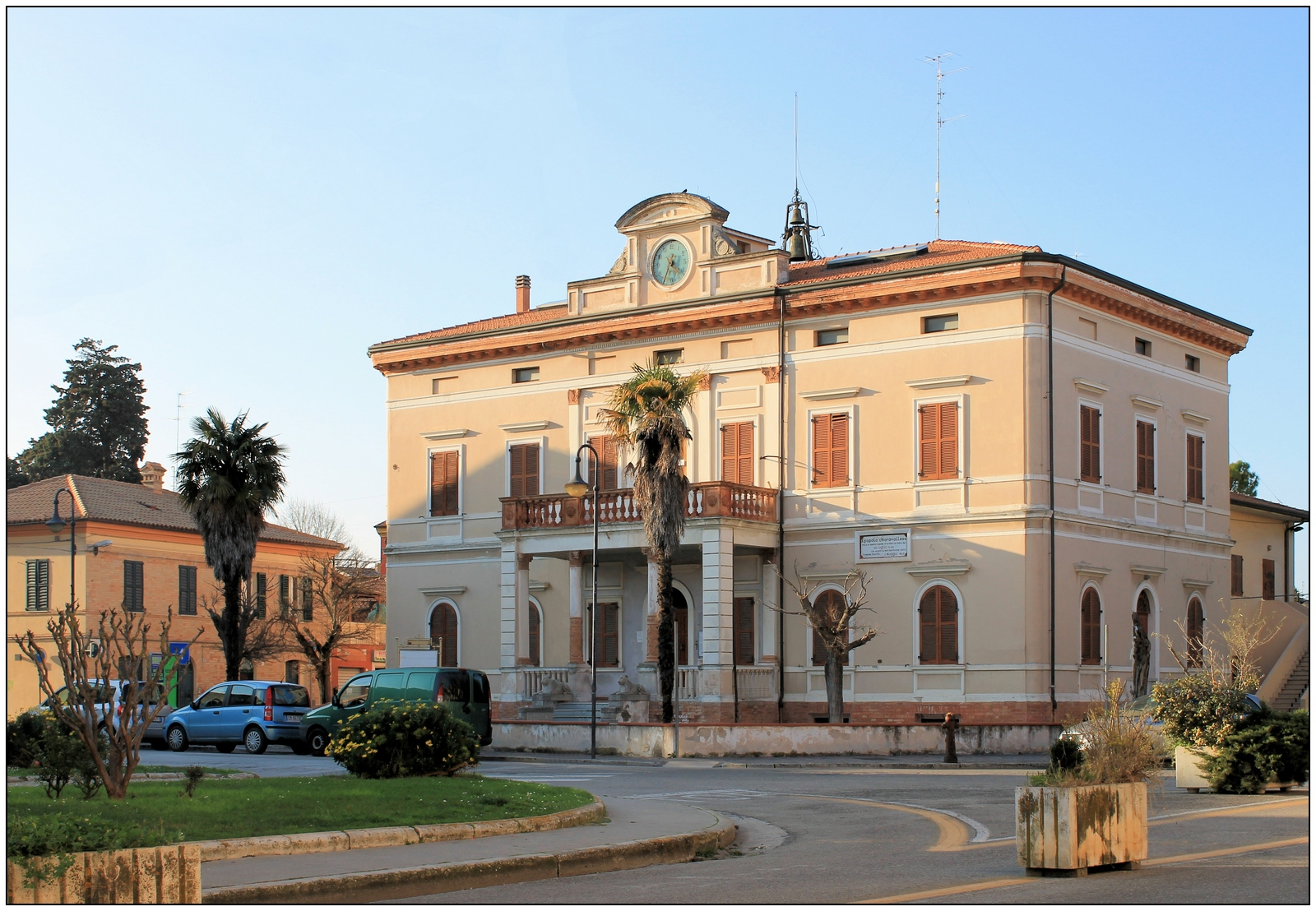
Openbare bibliotheek

## Demografie
Chiaravalle telt ongeveer 5804 huishoudens. Het aantal inwoners steeg in de periode 1991-2001 met 1,6% volgens cijfers uit de tienjaarlijkse volkstellingen van ISTAT.
| Jaar | Inwoneraantal |
| ---- | ------------- |
| 1991 | 13.813        |
| 2001 | 14.040        |

## Geografie
Chiaravalle grenst aan de volgende gemeenten: Camerata Picena, Falconara Marittima, Jesi, Monte San Vito, Montemarciano.